# Google Workspace
Google Workspace（先前称为 G Suite、Google Apps for Work / Google Apps for Business）是 Google 在订阅基础上提供的一套云计算生产力和协作软件工具和软件。
它包含 Google 广受欢迎的，包括 Gmail、Google 云端硬盘、Google Chat、Google 日历和 Google 文档。 虽然这些产品都可供消费者免费使用，但是Google Workspace增加了特定于业务的功能部件，例如客户域中的定制电子邮件地址（@yourcompany.com），至少 30GB 的文档和电子邮件存储空间，以及 7x24 小时的电话和电子邮件支持。 作为云计算解决方案，它采用不同于现成的办公生产力软件的方式：在 Google 的安全数据中心网络中托管客户信息，而不是在位于公司内的传统内部服务器中。
根据 Google 的信息，全球超过 500 万个组织使用 Google Apps，其中包括 60% 的财富 500 强公司。

## 历史

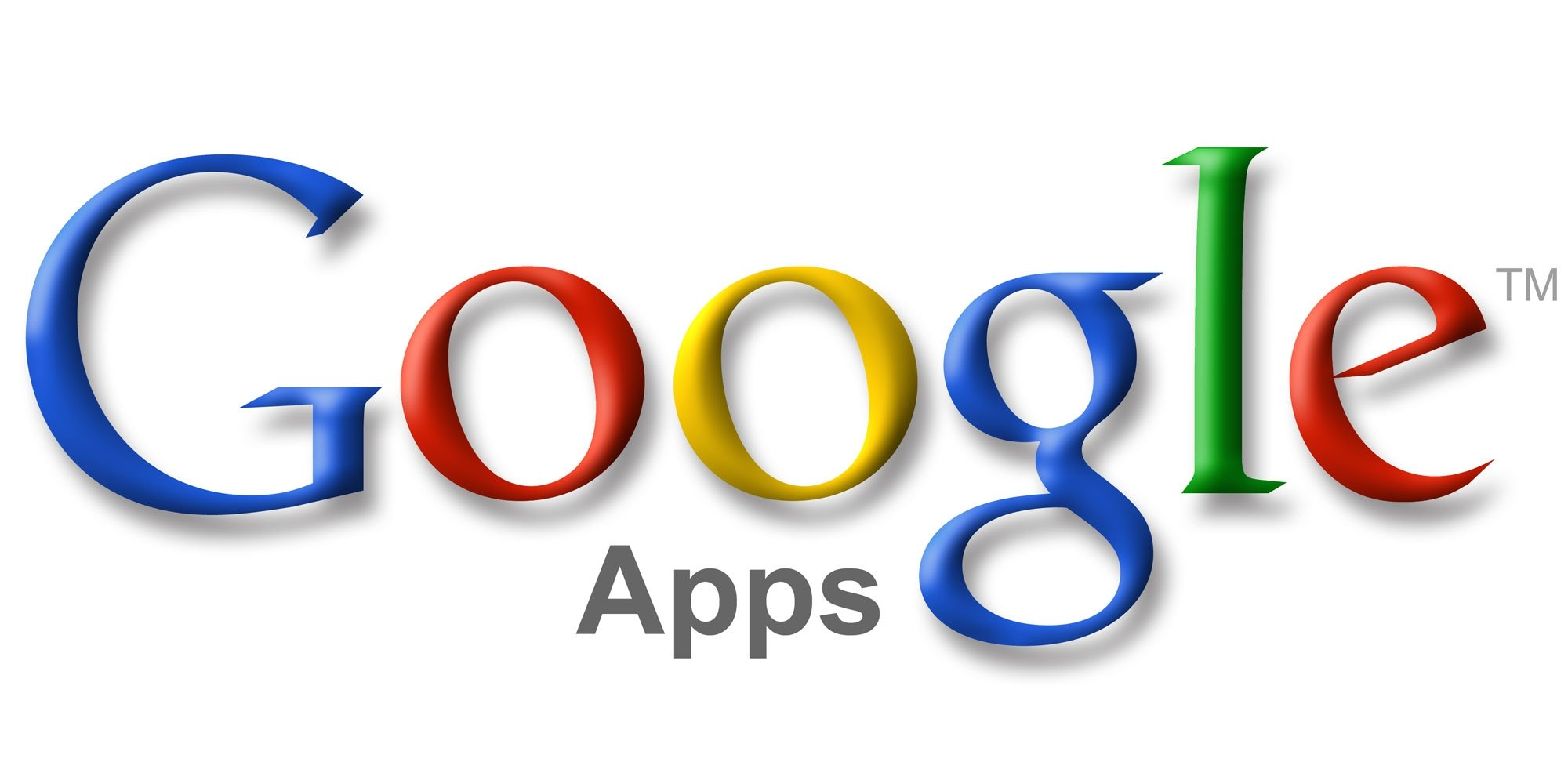
第一代Google Workspace標誌(Google Apps) (2010-2013)

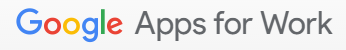
第二代Google Workspace標誌(Google Apps for Work) (2015-2016)

第三代Google Workspace標誌(G Suite) (2016-2020)

- 2006年2月10日 - Google 在圣何塞市立大学发起了“您的域专享的 Gmail”测试，托管具有 SJCC 域地址的 Gmail 帐户以进行帐户管理。[7]
- 2006年8月28日 - Google 发起“您的域专享的 Google Apps”（针对组织的一组应用）。它作为测试产品而免费提供，包含了 Gmail、Google Talk、Google日历和 Google 网页创建器（替换为 Google 协作平台）。时任 Google 副总裁兼企业总经理 Dave Girouard 概括了其对于企业客户的优点：“组织在关注其用户和日常业务的需求时，可以让 Google 成为交付高质量电子邮件、消息传递和其他基于网络的服务方面的专家。”[8]
- 2006年10月10日 - 发布了针对学校的版本（称为 Google Apps for Education）。[9]
- 2007年2月22日 - Google 引入了 Google Apps Premier Edition，其不同于免费版，可提供更大的存储空间（10GB/帐户）、用于业务集成的 API 和 99.9% 正常运行时间的服务级别协议。它每年向每个用户帐户收取 $50。根据 Google 的信息，Google Apps Premier Edition 的早期采用者包括宝洁公司、San Francisco Bay Pediatrics 和 Salesforce.com。[10]
- 2007年6月25日 - Google 向 Google Apps 增添了若干功能部件，包括邮件迁移，此功能使客户可以从 IMAP 服务器转移现有的电子邮件数据。[11] 一篇 ZDNet 文章指出 Google Apps 现在提供了一种用于从流行的 Exchange Server 和 Lotus Notes 切换的工具，将 Google 定位成 Microsoft 和 IBM 的替代者。[12]
- 2007年10月3日 - 在收购 Postini 之后一个月，Google 宣布已向 Google Apps Premier Edition 添加启动的电子邮件安全性和合规性选项。现在，客户可以更好地配置其垃圾邮件和病毒过滤，实施保留策略，恢复已删除的消息并给予管理员对所有电子邮件的访问权。[13]
- 2008年2月26日 - Google 引入了 Google 协作平台，这是用于创建内部网和团队网站的新款简易 Google Apps 工具。[14]
- 2010年6月9日 - Google 发布 Google Apps Sync for Microsoft Outlook，这是一款插件，使客户可以在 Outlook 与 Google Apps 之间同步其电子邮件、日历和联系人数据。[15]
- 2010年7月7日 - Google 宣布 Google Apps 中包含的服务（Gmail、Google日历、Google 文档和 Google Talk）不再是测试版。[16]
- 2010年3月9日 - Google 开设了 Google Apps Marketplace，这是针对与 Google Apps 集成的第三方商业应用的在线商店, 便于用户和软件在云中执行业务。参与的供应商包括 Intuit、Appirio 和 Atlassian。[17]
- 2010年7月26日 - Google 引入了 Google Apps for Government，这是旨在满足公共领域的独特策略和安全需求的一个 Google Apps 版本。还宣布 Google Apps 成为荣获联邦信息安全管理法案 (FISMA) 认证和推荐的第一个云应用套件。[18]
- 2011年4月26日 - 在 Google Apps 发布将近 5 年之后，Google 宣布用户数超过 10 个的组织不再有资格申請使用免费版的 Google Apps。新申請的組織只可申請付费版（现在称为 Google Apps for Business）。还引入了一个灵活的付费计划，让客户可以选择每个月每位用户付费 $5 的选项而不必作出合同承诺。[19]
- 2012年3月28日 - Google 发布了 Google Apps 保险柜，这是一个针对商业客户的用于 Google Apps 的可选电子发现和归档服务。[20]
- 2012年4月24日 - Google 引入了 Google 云端硬盘，这是一个用于存储和共享文件的平台。给予每位 Google Apps for Business 用户 5GB 的云端硬盘存储空间，还可以选择购买更多空间。[21] 观察家注意到，现在，Google 已进军云存储市场，与诸如 Dropbox 和 Box 之类的玩家进行竞争。[22]
- 2012年12月6日 - Google 宣布新客户不再可以使用免费版的 Google Apps。[23]
- 2014年5月13日 - Google 增加了 Google Apps 客户的云端硬盘存储配额。Google 将 Gmail 中的 15GB 与云端硬盘中的 5GB 合并，将其增加为每位用户 30GB，可以跨所有应用产品（包括 Gmail 和 Google 云端硬盘）使用此容量。[24]
- 2014年3月10日 - Google 启动 Google Apps 推荐计划，参与计划的个人每推荐一位新的 Google Apps 用户，该计划就向其提供 $15 的推荐奖金。[25]
- 2014年6月25日 - Google 宣布了 Drive for Work，这是一种新的 Google Apps 产品，具有无限文件存储空间、高级审计报告和新安全控制功能，而每位用户每个月的使用费用为 $10。[26]
- 2014年9月2日 - Google Enterprise（公司的商业产品部门）正式重命名为 Google for Work。Google 的执行主席 Eric Schmidt 解释：“我们从未打算创建一个传统的“企业”业务 — 我们希望创造一种新的工作方式，”“所以，是时候让产品名称符合我们的雄心壮志了。” 为了反映这一更大的变化，Google Apps for Business 重命名为 Google Apps for Work。[27]
- 2014年11月14日 - 在免费版的 Google Apps 中，不支持辅助域。免费版的 Google Apps 只支持域别名。[28]
- 2016年9月29日，Google Apps更名為G Suite[29]。
- 2020年10月6日，G Suite 更名为 Google Workspace[30]。
- 2021年6月14日，所有用户均可註冊Google Workspace，此前僅限於企業用戶註冊[31]。
- 2022年1月19日，Google宣佈現有的G Suite免費版使用者，若想保留服務使用權和帳號，必須在2022年5月1日前完成升級作業，否則將自動升級。如果使用者未提供任何付款資訊，切換後的Google Workspace訂閱將於2022年7月1日起遭到停權。[32]2022年5月，Google表示用戶可以選擇退出轉換至 Google Workspace的程序，並留下過去使用的內容。不過舊版G Suite僅適用於非商業的私人用途，企業的帳戶則需轉換至Google Workspace。[33]

## 产品
Google Workspace产品和服务的范围包含 Gmail、Google 日历、Google 云端硬盘、Google Chat、Google Meet、Google 文档、Google 电子表格、Google 幻灯片、Google試算表、Google 协作平台、Google Currents和Google Apps 保险柜。除了 Google Apps 保险柜，所有产品都包含在基本计划中，该计划每个月向每个用户收取 $5 或者每年向每个用户收取 $50。高级包（Drive for Work）包括 Google Apps 保险柜以及无限存储空间，每个用户每个月付费 $10 即可使用。

### Gmail
Gmail 于 2004 年 4 月 1 日以有限的首次部署形式发布，现在已成为世界上最受欢迎的网络电子邮件服务。 Gmail 于 2007 年向所有消费者开放。根据 Google 的信息，到 2012 年 6 月，有 4.25 亿人使用 Gmail。
消费者免费版的 Gmail 通过与人们电子邮件消息内容相关的文本广告而获得支持。 它受欢迎的特色包括 15GB 的免费空间、线索会话、强大的搜索功能和类似应用的界面。
Google Workspace中的 Gmail 虽然与免费版相似，但是添加了为商务用户设计的若干功能.
这些功能包括：
- 自定义电子邮件，包括客户的域名（@yourcompany.com）
- 保证正常运行时间达到 99.9%，维护所需的计划宕机时间为零[41]
- 与 Google 云端硬盘共享的 30GB 或无限存储空间（取决于计划）
- 无广告
- 全天候客户支持
- Google Apps Sync for Microsoft Outlook[40]

### Google 云端硬碟
在关于该产品的传言首次开始传播至少 6 年后，Google 的文件存储和同步服务于 2012 年 4 月 24 日发布,。 Google 的正式声明将 Google 云端硬盘描述为“您可以在其中创建、共享、协作和保留您的所有事项的地方。”
凭借 Google 云端硬盘，用户可以将任何类型的文件上传到云，与他人共享文件，以及从任何计算机、平板电脑或智能手机访问这些文件。用户可以使用 Mac 和 PC 的桌面应用在其计算机与云之间轻松同步文件。此应用将特殊文件夹置于其计算机上，并跨云端硬盘、在网络上和跨设备将文件的所有更改进行同步。消费者版本的 Google 云端硬盘包括跨 Gmail、云端硬盘和 Google+ 照片共享的 15GB 存储空间。
Google 云端硬盘作为Google Workspace的一部分而提供时，随附了为商业用途设计的其他功能。这些功能包括：
- 与 Gmail 共享的 30GB 或无限存储空间（取决于计划）
- 全天候客户支持
- 共享控制，用于将文件保持私密状态，直到客户决定予以共享为止
- 高级审计和报告[45]

### Google 文档、电子表格、幻灯片和表单
Google Apps 包含用于创建文本文档或文档文件格式、电子表格、演示和调查的在线编辑器。 以 Google 文档和电子表格形式于 2006 年 10 月 11 日首次发布这套工具。
Google 文档、电子表格、幻灯片和表单可在任何网络浏览器或在任何支持网络的移动设备上工作。可以实时共享、评论和共同编辑文档、电子表格、演示和调查。其他功能包括将所有更改安全保存在一个位置的无限修订历史记录以及让人们在没有因特网连接的情况下处理其文档的脱机访问功能。
Google 于 2014 年 6 月 25 日在 Google 文档、电子表格和幻灯片中引入了对 Microsoft Office 文件进行本机编辑的功能。 在其他文章中附和类似的评论，一位 Mashable 记者写道：“Google 正在将其应用明确定位为需要偶尔编辑 Office 文件的公司更能负担的解决方案。”

### Google 协作平台
Google 协作平台是 2008 年 2 月 28 日引入的，使人们即使不熟悉 HTML 或网络设计也可以创建和编辑网页。 人们可以从头开始或者使用模板构建站点，上传诸如照片和视频之类的内容，以及通过选择谁可以查看和编辑每个页面来控制访问权。
Google 协作平台作为付费 Google Apps 套件的一部分而发布，但是很快也可供消费者使用。商业客户使用 Google 协作平台来构建项目站点、公司内部网和面向公众的站点。

### Google 日历
设计为与 Gmail 集成，是 2006 年 4 月 13 日向消费者发布的 Google 在线日历服务。它使用 iCal 标准来与其他日历应用协作。
Google 的在线日历是一种针对团队设计的集成式可共享的在线日历。  企业可以创建特定团队日历并在公司范围内共享这些日历。 可以将日历委派为另一个人以管理特定日历和事件。 人们还可以使用 Google 日历来查看会议室或者共享资源是否可用，然后将其添加到事件。
Google 日历有益的功能包括：
- 与队友和他人共享日历以检查可用性
- 将队友的日历叠放到一个视图中以找出大家都有空的时间
- 使用移动应用或者与移动设备上的内置日历同步
- 将日历发布到网络，以及集成到 Google 协作平台
- 从 Exchange、Outlook 或 iCal 或者从 .ics 和 .csv 文件简单迁移
- 预订共享房间和资源[56]

### Google Chat
Google Chat是由Google為團隊開發的一種通訊軟體，提供即時通訊和團隊聊天室，類似於競爭對手Slack和Microsoft Teams，以及允許雲端硬碟內容共享（Google文件、Google試算表、Google簡報）的功能。
它與Google Meet是替代Google环聊的應用程式， Google計劃於2019年10月開始停用Google 環聊。

### Google Meet
Google Meet是標準的視訊會議應用程式，使用專有協議進行視訊、音訊和數據轉碼。 Google與Pexip合作提供Google協議和基於標準的SIP/H.323協議之間的互操作性，以實現Google Meet和其他視訊會議設備和軟體之間的通訊。

### Google Currents
Google Currents的前身Google+于2011年6月28日以仅限受邀的现场试验形式发布。 观察家宣称这是 Google 挑战社交巨人 Facebook 的最新尝试。 虽然 Google+ 自此压倒 Twitter 而成为仅次于 Facebook 的世界上第二大社交网络，但是有人批评它令用户失望而未能生成引荐流量。
Google 于 2011 年 10 月 27 日宣布向在大学、工作和家中使用 Google Apps 的人员提供 Google+ 服务。
Google 于 2012 年 8 月 29 日宣布，在接收参与试验计划的商业客户的反馈之后，他们为组织定制了 Google+ 功能。这些功能包括组织内的私人共享以及可限制个人资料和帖子的可见性的管理控件。
Google 于 2013 年 11 月 5 日为只能由组织内人员加入的受限社区添加了额外的安全层。管理员可以选择默认设置受限社区并选择组织外人员何时可以加入。
作为商业网络，Google+ 受到复杂的评价：从具备帮助小企业在线上获得关注的功能，到人们对其成为企业社交营销战略中重要玩家的品牌营销所产生的困惑。 许多在线文章强调存在于 Google+ 中有助于企业优化其 Google 搜索结果排名，因为 Google+ 帖子和共享会立即被 Google 编制索引。
Google+於2019年4月2日不再提供對消費者和品牌帳戶的服務，並更名為「Google Currents」。

### Google Apps 保险櫃
Google Apps 保险柜于 2012 年 3 月 28 日获得宣布，是专门供 Google Apps 客户使用的一种归档和电子发现服务。  保险柜使客户可以找到并保留与诉讼可能相关的电子邮件消息。它还帮助客户管理业务数据以达到连续性、合规性和监管目的。  2014 年 6 月 25 日起，保险柜客户还可以搜索、预览和导出 Google 云端硬盘文件。
Google Apps 保险柜属于 Drive for Work 的一部分，具有无限的存储空间，每个用户每个月付费 $10 即可使用。

## 定价
潜在客户注册Google Workspace后，他们将获得最多可供 10 位用户使用的 30 天免费试用版。 在试用之后，他们可选择每位用户每年付费 $50 的年度计划或者每个用户每月付费 $5 或 $60/年的灵活计划。两个计划都是按月计费。
凭借灵活计划，客户可以选择每个用户每月总计付费 $10 而添加无限存储空间和 Google Apps 保险柜。对于少于五位用户的组织，如果选择此选项，存储上限为每位用户 1TB。

## 安全性
Google 已声明其未拥有客户的数据。数据存储在 Google 的数据中心内，而访问权限定为选定员工和人员。 他们不会与他人共享数据，只要客户要求，就会保留数据，而如果客户迁移 Google Apps，客户就可以获取数据。
Google Apps 提供企业级安全性和合规性，包括 SSAE 16/ISAE 3402 II 型、SOC 2 审计、ISO 27001 认证，遵守安全港隐私原则且可以支持特定于行业的要求，例如，美国医治保险携带和责任法案 (HIPAA)。 Google 宣称垃圾邮件拦阻程序已集成到 Google Apps，并具有内置的病毒检查和文档检查功能，然后才允许用户下载任何消息。
Google 确保上传到 Google 云端硬盘的所有文件已加密，且人们发送或接收的每封电子邮件在数据中心之间内部转移时都已加密。 在博文中，Google Workspace声明他们提供强大的合同承诺来保护客户的信息且不会显示广告或者扫描客户信息以发布广告。

## 使用
Google Workspace声称600萬家企业在使用其工具（付费版）。 根据Google Workspace总裁 Amit Singh 的信息，60% 的财富 500 强公司在使用Google Workspace服务。 全球跨行业的客户范围包括 Uber、AllSaints、BuzzFeed、Design Within Reach、Virgin、PwC 等等。在应用客户页面上列举了使用这些应用的许多客户。

## Google 经销商和推荐者
Google 具有可帮助潜在客户启动和运行这些应用的经销商生态系统。合作伙伴目录帮助人们寻找合作伙伴。Google 于 2014 年 3 月 10 日启动推荐计划，每注册一个用户，该计划就给予推荐人 $15。 该计划初始针对位于美国和加拿大的任何人员。推荐计划的细则显示人们可以推荐无限数量的客户，但是只为每个推荐客户的前 100 位用户奖励推荐者。
Google 于 2014 年 12 月 4 日引入 Google for Work and Education 伙伴计划，其帮助合作伙伴跨 Google for Work and Education 产品套件和平台进行销售、维护和创新。

## Google Apps Marketplace
2010 年发布的 Google Apps Marketplace 是一个在线商店，其中具有面向企业的云应用，这些应用扩充了 Google Apps 功能。 Marketplace 让管理员可以浏览、采购和部署面向企业的集成式云应用。其可用于 Google Apps、Google Apps for Work 和 Google Apps for Education。
开发者还可以在 Marketplace 中开发应用，以及在 Marketplace 中销售应用和服务。  Google 于 2014 年 3 月 6 日宣布自 2010 年 Marketplace 发布以来 Google Apps 客户来自 Marketplace 的安装已增加超过 2 亿。
Google 于 2014 年 9 月 17 日发布一条博文，宣称员工可以从 Marketplace 安装第三方应用，而不必涉及管理员。

## 在线评价
Google Workspace收到了很多正面的在线评价，在 5 星级尺度下，平均评级为 4 到 5 颗星。  评价赞赏Google Workspace有竞争力的定价、一应俱全的套件产品、方便的安装以及跨设备的良好工作性。  某些负面评价指出：Google Apps、Google 演示和 Google 文档缺乏可提供 Powerpoint 和 Microsoft Word 中生成的专业级文档的相同级别功能。

## 有竞争力的部分
Google Workspace的主要竞争对手是Microsoft Office 365 — 包含类似产品的 Microsoft 企业级云产品。对于哪一个是更好的产品，在线评论者众说纷纭。评论指出Google Workspace和Microsoft 365 在评级上类似，但是功能上天差地别。
关键差异在定价计划、存储空间和功能数量方面。Microsoft 365 往往具有比Google Workspace更多的功能，但是其中许多功能并未得到使用。 Google 没有发布收入或用户数字，使评论者难以将Google Workspace的成功与Microsoft Office相比较。  到 2014 年 10 月，Microsoft 的 Office 365 产品拥有 7 百万客户，在上一季度增加了 25%。  Microsoft 还宣布其给予购买云版本的 Microsoft Office 365 的客户无限存储空间。
当前没有新创公司与Google Workspace竞争，因为在一个产品（例如电子邮件）上竞争的成本太高而盈利机会很难。
凭借Google Workspace的新 SKU、具有无限存储空间的应用和保险柜（將於2022年7月取消），Google Workspace已吸引了新的竞争对手 - Box、Dropbox 和 OneDrive。

## 相关产品
Google Workspace是 Google 办公产品中的其他诸多产品的一部分。 这些产品包括 Google Cloud Platform、Google Search for Work、Google Maps for Work、Google Chrome for Work。

## 另请参阅
- Google Drive for Work
- 办公套件的比较

## 更多阅读
- Beswick, James. . San Francisco, CA: 415 Systems. 2009. ISBN 978-1-4404-8676-0.
- Conner, Nancy. . Sebastopol: Pogue Press. 2008. ISBN 978-0-596-51579-9.
- Granneman, Scott. . USA: Prentice Hall. 2008. ISBN 978-0-13-700470-6.
- Meet the father of Google Apps (who used to work at Microsoft)（页面存档备份，存于）